# Pastiraši
Pastiraši (lat. Anhimidae) je porodica patkarica koja se sastoji od dva roda, Anhima i Chauna i ima tri vrste. Vrste su duge 83-95 cm i teške 3.5-9 kg. Imaju duge noge. Ove ptice izlegnu 2-7 jaja, najčešće 4-5. Mladi se počinju kretati čim se izlegnu. 
Njezine vrste poznate kao rogati pastiraš (Anhima cornuta), crnovrati pastiraš (Chauna chavaria) i ogrličasti pastiraš (Chauna torquata)

## Status zaštite
Rasprostranjene su u Južnoj Americi, na području od Venecuele do sjeverne Argentine. Prirodna staništa su im područja s puno trave. Ljudi ih ne love baš često, najveća opasnost im je nestanak staništa. Jedna vrsta iz ove porodice je osjetljiva, a druge dvije vrste su nisko ugrožene.

## Fosil
Porodici pripada i fosilni rod Chaunoides s vrstom C. antiquus koju je opisao Alvarenga 1999., i za koju se misli da je bila manja nego što je to Chauna chavaria, najmanji predstavnik među živim vrstama porodice Anhimidae.

## Vanjske poveznice
|  | Zajednički poslužitelj ima stranicu o temi Anhimidae    |
|  | Zajednički poslužitelj ima još gradiva o temi Anhimidae |
|  | Wikivrste imaju podatke o taksonu Anhimidae             |